# Helvetesporten

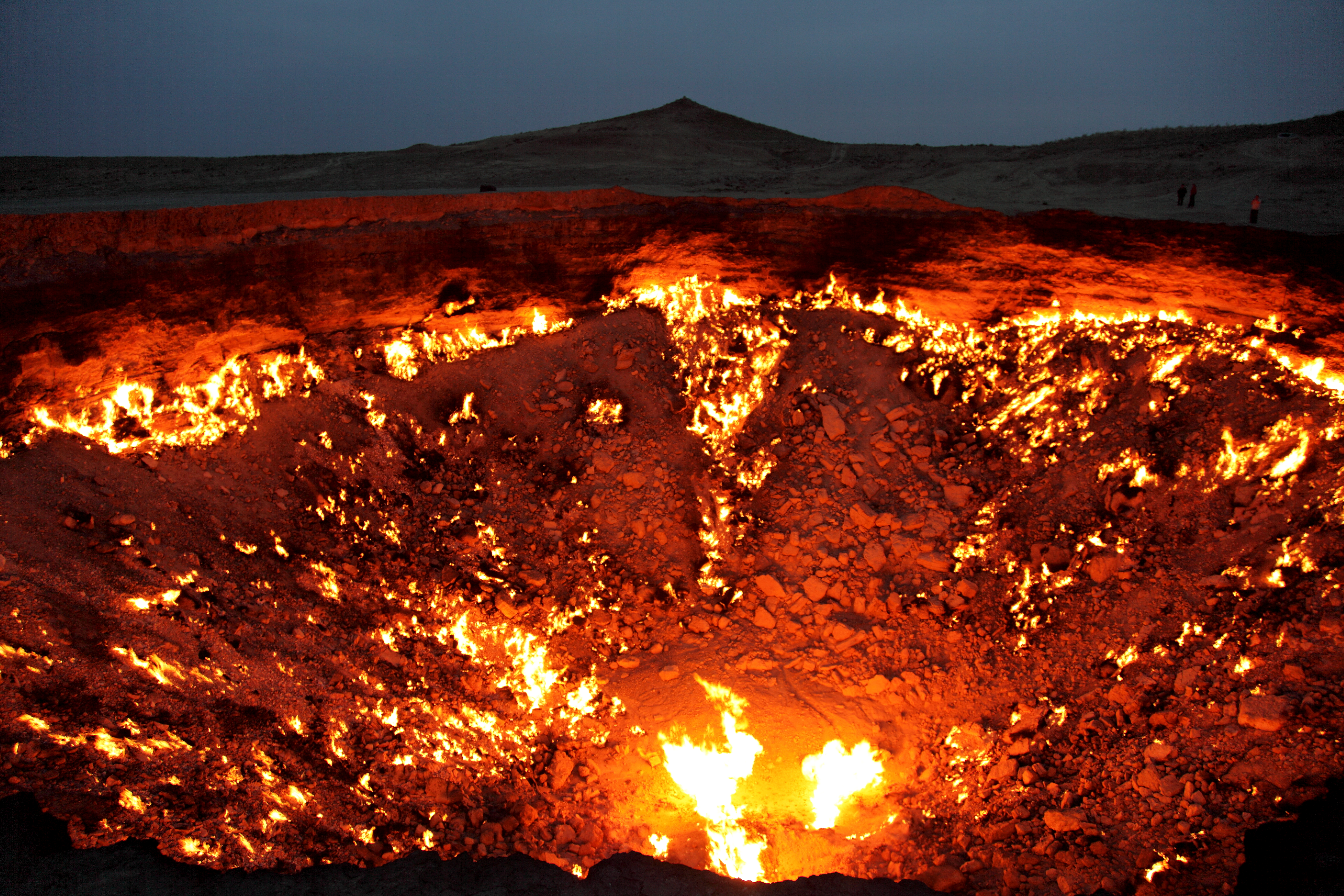
"Helvetesporten", fortfarande brinnande år 2010, 39 år efter att elden tänts.

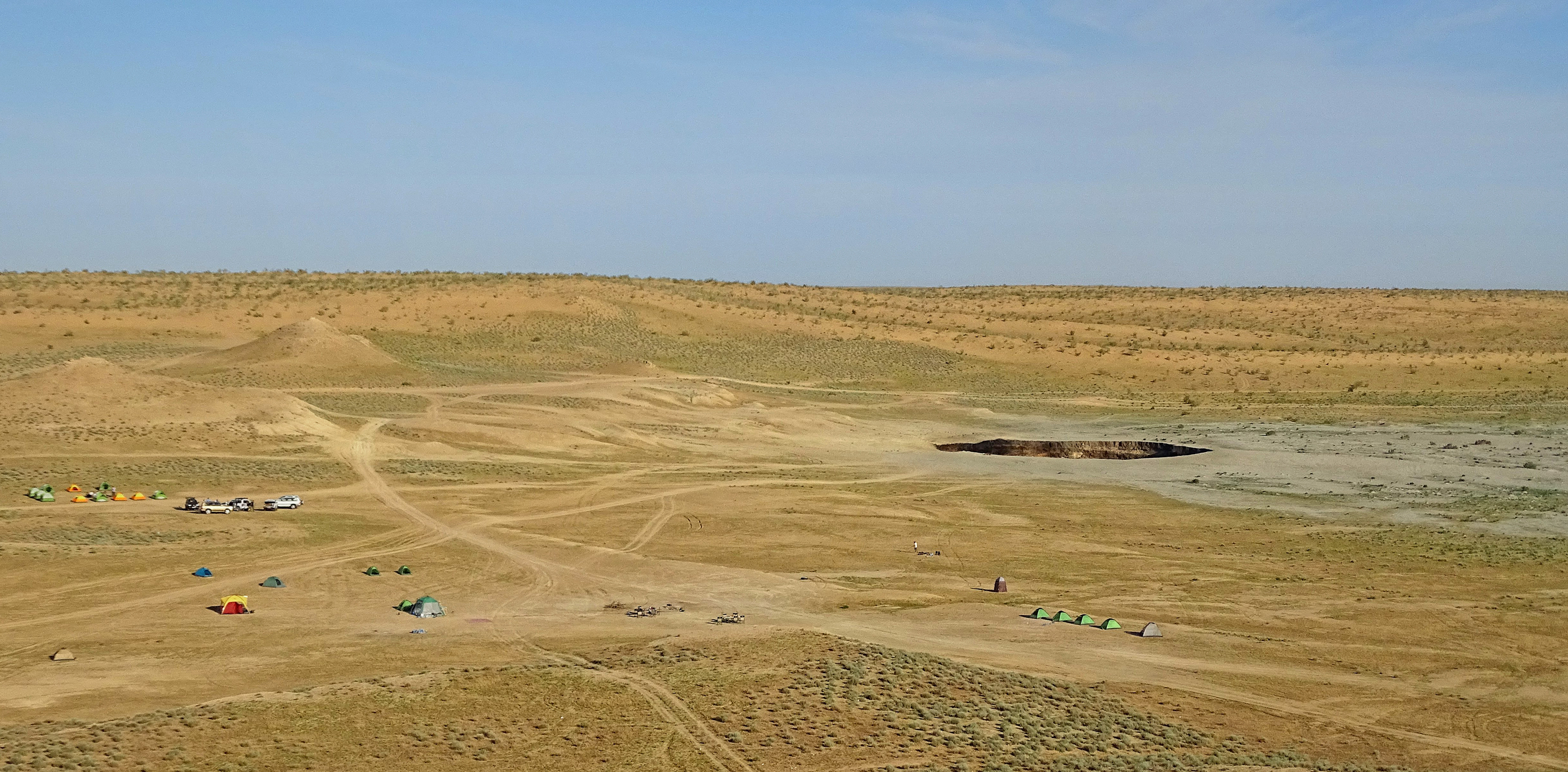
Kratern med omgivningar 2015.

Helvetesporten är en kraterliknande dolin med brinnande naturgas i Karakumöknen vid Derweze, Achal, Turkmenistan. Branden, som blev medvetet startad, har pågått sedan 1971. Gasen från kratern är i huvudsakligen metangas.
Helvetesporten är 70 meter i diameter och 20-30 meter djup. Den har blivit en stor turistattraktion med flera tusen besökare om året.

## Uppkomst
Derwezeområdet är mycket rikt på naturgas. Under prospektering 1971 borrade sovjetiska geologer ett hål ner i en grotta fylld med naturgas. Marken under borrningsriggen kollapsade och blottade ett 20 meter djupt hål med en diameter på 60 meter. För att undvika giftiga utsläpp beslöt man att bränna upp gasen. Geologerna hoppades att elden skulle bränna bort all gas inom några dagar, men 52 år senare brinner  gasen fortfarande. Lokalbefolkningen har gett platsen namnet Helvetesporten.